# Комутативна алгебра
У апстрактној алгебри, комутативна алгебра проучава комутативне прстене, њихове идеале, и модуле над таквим прстенима. И алгебарска геометрија и алгебарска теорија бројева су засноване на комутативној алгебри. Битни примери комутативних прстена укључују полиномијалне прстене и алгебарске целе бројеве.
Комутативна алгебра је главни технички алат у локалном проучавању шема.
Проучавање прстена који нису обавезно комутативни је познато као некомутативна алгебра; она укључује теорију прстена, теорију репрезентације, и теорију Банахових алгебри.

## Преглед
Комутативна алгебра је у суштини проучавање прстенова који се јављају у алгебарској теорији бројева и алгебарској геометрији.
У алгебарској теорији бројева, прстенови алгебарских целих бројева су Дедекиндови прстенови, који стога чине важну класу комутативних прстенова. Разматрања везана за модуларну аритметику довела су до идеје прстена за процену вредности. Ограничење проширења алгебарског поља на подпрстенове довело је до појмова интегралних екстензија и интегрално затворених домена, као и до појма гранања екстензије валуационих прстенова.
Појам локализације прстена (посебно локализација у односу на примарни идеал, локализација које се састоје у инвертовању једног елемента и укупног количника прстена) је једна од главних разлика између комутативне алгебре и теорије некомутативних прстенова. То доводи до важне класе комутативних прстенова, локалних прстенова који имају само један максимални идеал. Скуп примарних идеала комутативног прстена природно је опремљен топологијом, топологијом Зариски. Сви ови појмови се широко користе у алгебарској геометрији и основни су технички алати за дефинисање теорије шема, генерализације алгебарске геометрије коју је увео Гротендик.
Многи други појмови комутативне алгебре су пандани геометријских појмова који се јављају у алгебарској геометрији. Ово је случај Крулове димензије, примарне декомпозиције, регуларних прстенова, Коен–Маколијевих прстенова, Горенштајнових прстенова и многих других појмова.

## Историја
Предмет, прво познат као теорија идеала, започет је радом Ричарда Дедекинда о идеалима, који је и сам заснован на ранијим радовима Ернста Кумера и Леополда Кронекера. Касније је Дејвид Хилберт увео термин прстен да би генерализовао ранији термин бројни прстен. Хилберт је увео апстрактнији приступ да замени конкретније и рачунарски оријентисане методе засноване на стварима као што су комплексна анализа и класична теорија инваријанта. Заузврат, Хилберт је снажно утицао на Еми Ноетер, која је многе раније резултате преиначила у смислу стања узлазног ланца, сада познатог као Нетеров услов. Друга важна прекретница био је рад Хилбертовог ученика Емануела Ласкера, који је увео примарне идеале и доказао прву верзију Ласкер-Нотерове теореме.
Главна фигура одговорна за рађање комутативне алгебре као зрелог субјекта био је Волфганг Крул, који је увео основне појмове локализације и комплетирања прстена, као и регуларних локалних прстенова. Он је успоставио концепт Крулове димензије прстена, прво за Нетерове прстенове пре него што је наставио да прошири своју теорију на опште вредновање прстенова и Крулове прстенове. До данас, теорема Крулових главних идеала се широко сматра најважнијом темељном теоремом у комутативној алгебри. Ови резултати су утрли пут за увођење комутативне алгебре у алгебарску геометрију, идеја која би револуционирала овај други предмет.
Велики део савременог развоја комутативне алгебре ставља нагласак на модуле. Оба идеала R-алгебре прстена и R-алгебре су посебни случајеви R-модула, тако да теорија модула обухвата и теорију идеала и теорију проширења прстена. Иако је већ био у зачетку у Кронекеровом раду, савремени приступ комутативној алгебри који користи теорију модула се обично приписује Крулу и Нотеру.

## Главни алати и резултати

### Нетерови прстенови
У математици, тачније у области модерне алгебре познате као теорија прстенова, Нетеров прстен, названи по Еми Нетер, је прстен у којем сваки непразан скуп идеала има максимални елемент. Еквивалентно, прстен је Нетеров ако задовољава услов узлазног ланца на идеалима; то јест, с обзиром на било који ланац:
{\displaystyle I_{1}\subseteq \cdots I_{k-1}\subseteq I_{k}\subseteq I_{k+1}\subseteq \cdots }
постоји n такво да:
{\displaystyle I_{n}=I_{n+1}=\cdots }
Да би комутативни прстен био Нетеров, довољно је да је сваки примарни идеал прстена коначно генерисан. (Овај резултат је заслуга И. С. Кохена.)
Појам Нетеровог прстена је од фундаменталног значаја у комутативној и у некомутативној теорији прстена, због улоге коју има у поједностављивању идеалне структуре прстена. На пример, прстен целих бројева и полиномски прстен над пољем су Нетерови прстенови, и према томе, такве теореме као што су Ласкер–Нетерова теорема, Крулова теорема пресека и Хилбертова теорема основе важе за њих. Штавише, ако је прстен Нетеров, онда он задовољава услов опадајућег ланца на простим идеалима. Ово својство сугерише дубоку теорију димензија за Нетерове прстенове почевши од појма Крулове димензије.

### Хилбертова теорема основа
Teorema — Ако је R леви (односно десни) Нетеров прстен, онда је полиномски прстен R[X] такође леви (односно десни) Нетеров прстен.
Хилбертова теорема основа има неке непосредне последице:
- Индукцијом се може показати да је {\displaystyle R[X_{0},\dotsc ,X_{n-1}]} такође бити Нетеров.
- Пошто се било која афина варијанта над {\displaystyle R^{n}} (тј. локусни скуп колекције полинома) може написати као локус идеала {\displaystyle {\mathfrak {a}}\subset R[X_{0},\dotsc ,X_{n-1}]} и даље као локус његових генератора, те следи да је свака афина варијанта локус коначног броја полинома – тј. пресек коначног броја хиперповршина.
- Ако је {\displaystyle A} коначно генерисана {\displaystyle R}-алгебра, онда се зна да је {\displaystyle A\simeq R[X_{0},\dotsc ,X_{n-1}]/{\mathfrak {a}}}, где је {\displaystyle {\mathfrak {a}}} идеалан. Основна теорема имплицира да {\displaystyle {\mathfrak {a}}} мора бити коначно генерисано, рецимо {\displaystyle {\mathfrak {a}}=(p_{0},\dotsc ,p_{N-1})}, тј. {\displaystyle A} је коначно представљено.

### Примарна декомпозиција
За идеал Q прстена се каже да је примаран ако је Q прави и кад год је xy ∈ Q, или x ∈ Q или yn ∈ Q за неки позитиван цео број n. У Z, примарни идеали су управо идеали облика (pe) где је p прост, а e позитиван цео број. Дакле, примарна декомпозиција (n) одговара репрезентацији (n) као пресека коначног броја примарних идеала.
Ласкер-Нетерова теорема, овде дата, може се посматрати као извесна генерализација основне аритметичке теореме:
Ласкер-Нетерова теорема — Нека је R комутативни Нетеров прстен и нека је I идеал R. Тада се I може написати као пресек коначног броја примарних идеала са различитим радикалима; стога је:
{\displaystyle I=\bigcap _{i=1}^{t}Q_{i}}
са Qi примаран за свако i и Rad(Qi) ≠ Rad(Qj) за i ≠ j. Штавише, ако је:
{\displaystyle I=\bigcap _{i=1}^{k}P_{i}}
је декомпозиција I са Rad(Pi) ≠ Rad(Pj) за i ≠ j, а обе декомпозиције I су иредундантне (што значи да нема одговарајућег подскупа било {Q1, ..., Qt} или {P1, ..., Pk} који даје пресек једнак I), t = k и (након евентуалног пренумерисања Qi) Rad(Qi) = Rad(Pi) за свако i.
За било коју примарну декомпозицију I, скуп свих радикала, односно скуп {Rad(Q1), ..., Rad(Qt)} остаје исти према Ласкер-Нотеровој теореми. У ствари, испоставља се да је (за Нетеров прстен) сет управо придруживач модула R/I; односно скуп свих анихилатора R/I (гледаних као модул над R) који су прости.